# Kutyna
Kutyna – niejednorodna wysokospolimeryzowana substancja składająca się z polimerów kwasów tłuszczowych, o łańcuchach zawierających 16 lub 18 atomów węgla, z jedną grupą epoksydową bądź jedną lub więcej grupami hydroksylowymi. Najczęściej są to kwasy: 10,16-dihydroksypalmitynowy (C16), 18-hydroksy-9,10 epoksystearynowy (C18) i 9,10,18-trihydroksystearynowy (C18).
Monomery wchodzące w skład kutyny są wytwarzane w komórkach epidermy. Powstały polimer jest nierozpuszczany w rozpuszczalnikach organicznych, co prawdopodobnie jest związane z kowalencyjnymi wiązaniami ze składnikami błony komórkowej lub sieciowaniem w domenie alifatycznej.
Kutyna jest obok wosków jednym z dwóch składników kutykuli, chroniącej rośliny lądowe przed utratą wody i negatywnym wpływem środowiska. Poza funkcją ochronną, w tym także przed patogenami, kutyna stanowi dodatkowe wzmocnienie zewnętrznych ścian komórkowych.  